# Втюрин, Павел Александрович
Павел Александрович Втюрин (23 августа 1981 года, Владимир, СССР) — российский футболист, нападающий.

## Карьера
Воспитанник владимирского футбола. Дебютировал за главную команду области — «Торпедо» (Владимир) 25 сентября 1998 года в матче с «Текстильщиком» из Иваново. Первый гол в официальных матчах забил 6 августа 2000 года в матче с ярославским «Импульсом». За «Торпедо» Втюрин провел большую часть своей карьеры. Всего за «черно-белых» в первенствах России он сыграл 348 игр и забил 48 голов. В сезоне 2011/2012 нападающий вместе с «Торпедо» выступал в ФНЛ, там он провёл 44 матча и забил 4 гола.
Помимо «Торпедо» выступал за другие клубы: «Уралан плюс» (Москва), «Спартак» (Кострома), «Кооператор» (Вичуга), «Текстильщик» (Иваново) и ФК «Долгопрудный». В 2005 году не играл из-за разрыва крестообразной связки левого колена.
Завершил спортивную карьеру по окончании сезона 2016/17.

## Достижения
- Победитель зоны «Запад» второго дивизиона (1): 2010.
- Серебряный призёр зоны «Запад» второго дивизиона (2): 2008, 2009.
- Бронзовый призёр зоны «Запад» второго дивизиона (1): 2002.
- Бронзовый призёр Кубка ПФЛ (1): 2010.